# Simon Nkoli
Simon Tseko Nkoli (Soweto, 26 novembre 1957 – Johannesburg, 30 novembre 1998) è stato un attivista sudafricano, che si è battuto per i diritti delle persone omosessuali e contro apartheid e AIDS.

## Biografia

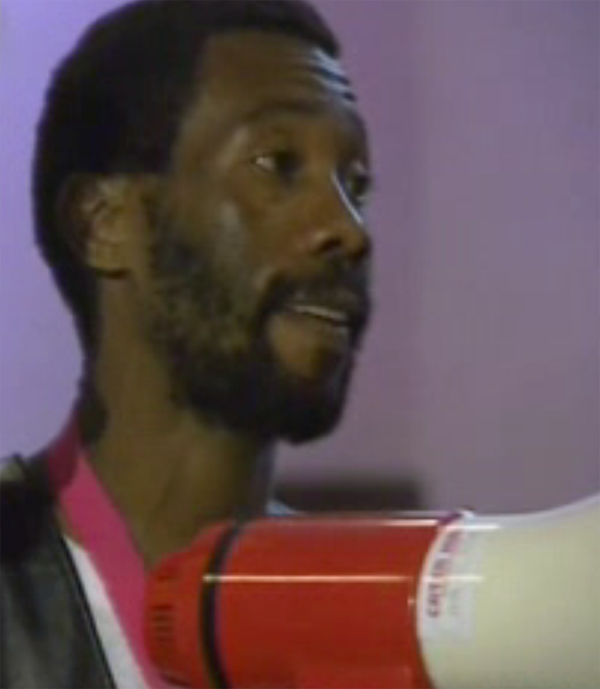
Simon Nkoli alla marcia della libertà in Africa il 13 ottobre 1990 a Braamfontein.

Nkoli è nato a Soweto in una famiglia di lingua sesotho. È cresciuto in una fattoria nella provincia sudafricana del Free State, successivamente la sua famiglia si è trasferita a Sebokeng nel Gauteng. Nkoli sin da giovane ha aderito al Congress of South African Students (COSAS) e al  United Democratic Front (UDF), una delle più importanti organizzazioni anti-apartheid degli anni ottanta del XX secolo.
Nel 1983, è entrato a far parte dell'Gay Association of South Africa, associazione composta prevalentemente da bianchi, in seguito ha fondato il Saturday Group, il primo gruppo gay dell'Africa nera.
Nkole ha fatto propaganda promuovendo boicottaggi nei comuni affacciati sul fiume Vaal. Nel 1984 è stato arrestato e imputato di tradimento. Assieme ad altre ventuno persone, tra le quali Popo Molefe e Patrick Lekota, ha rischiato la pena di morte Verrà assolto e liberato solo nel 1988.
Durante la sua detenzione in carcere, si è dichiarato omosessuale. Il suo coming out ha contribuito a cambiare l'atteggiamento del African National Congress riguardo ai diritti delle persone LGBT.
Nel 1988 ha fondato l'Organizzazione di gay e lesbiche "Witwatersrand". Nei suoi viaggi ha ricevuto diversi premi per i diritti umani sia in Europa che in Nord America. È stato membro del consiglio di amministrazione dell'ILGA (International Lesbian and Gay Association), dove ha rappresentato l'Africa.
Nel 1994 è stato uno dei primi attivisti gay ad incontrare il presidente Nelson Mandela. Ha sostenuto la campagna per includere la lotta alle discriminazioni delle minoranze nella Carta dei Diritti della Costituzione del Sudafrica, e si è battuto per abrogare la legge sulla sodomia.
Dopo essere diventato uno dei primi uomini africani pubblicamente sieropositivi, ha fondato il gruppo Positive African Men con sede nel centro di Johannesburg. È morto di AIDS nel 1998, la sua malattia si è protratta per circa dodici anni.

## Memoria
La città di Amsterdam gli ha dedicato una via.
La città di San Francisco ha istituito la giornata "Simon Nkole" per rendergli omaggio.
Il regista canadese John Greyson nel 1987 ha girato un cortometraggio su di lui dal titolo A Moffie Called Simon e lo ha citato nel suo film Fig Trees del 2009.